# Lee Probert
Lee William Probert (sinh 13 tháng 08 năm 1972) là một trọng tài bóng đá người Anh hiện đang làm việc ở Giải bóng đá Ngoại hạng Anh.
Probert từng được chỉ định bắt chính trận Chung kết Cúp FA 2014.

## Thống kê sự nghiệp
| Mùa giải | ST | Tổng | TB/1 trậm | Tổng | TB/1 trận |
| -------- | -- | ---- | --------- | ---- | --------- |
| 2001/02  | 10 | 33   | 3.30      | 1    | 0.10      |
| 2002/03  | 15 | 45   | 3.00      | 2    | 0.13      |
| 2003/04  | 28 | 82   | 2.93      | 7    | 0.25      |
| 2004/05  | 32 | 94   | 2.94      | 7    | 0.22      |
| 2005/06  | 40 | 127  | 3.18      | 8    | 0.20      |
| 2006/07  | 38 | 107  | 2.82      | 5    | 0.13      |
| 2007/08  | 37 | 82   | 2.21      | 3    | 0.08      |
| 2008/09  | 35 | 94   | 2.68      | 4    | 0.11      |
| 2009/10  | 33 | 119  | 3.61      | 7    | 0.21      |
| 2010/11  | 34 | 88   | 2.59      | 6    | 0.18      |
| 2011/12  | 38 | 110  | 2.89      | 9    | 0.24      |
| 2012/13  | 34 | 105  | 3.09      | 6    | 0.18      |
| 2013/14  | 33 | 59   | 1.79      | 5    | 0.15      |
| 2014/15  | 19 | 63   | 3.32      | 5    | 0.26      |